# Opioidní receptor

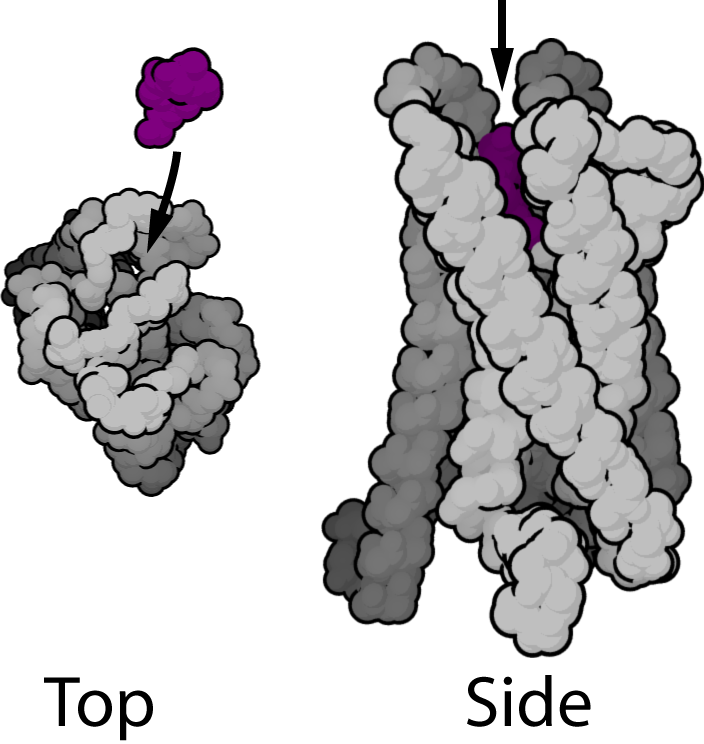
Opioidní receptor typu μ, pohled seshora a zboku

Opioidní receptory jsou receptory spřažené s G proteinem a nacházející se na synaptických membránách neuronů. Na tento typ receptorů se vážou nejen přirozené tělní opioidy, tedy zejména enkefaliny a endorfiny, ale i přírodní opiáty (morfin, kodein) a syntetické opioidy typu heroin.

## Třídy
Důkazy o existenci receptoru pro morfin přinesly nezávisle tři výzkumné týmy v roce 1973. Paradoxní situace, kdy byl v lidském těle receptor pro alkaloid rostlin, se vyřešila o dva roky později, kdy byly nalezeny i lidské opioidy, tedy enkefaliny. V roce 1976 skupina Billa Martina vyslovila domněnku, že existuje více druhů opioidních receptorů, které byly následně charakterizovány podle toho, jaký syntetický opioid je jejich agonistou (a tedy váže se na ně). Možná lepším rozlišovacím znakem je jakýsi žebříček přirozených opioidních peptidů v pořadí, jak dobře se na daný receptor vážou: používá se endorfin (End), dynorfin A (Dyn), metenkefalin (Met), a leuenkefalin (Leu):
- μ–opioidní receptory – ligandy se na ně vážou v tomto pořadí (podle potence): End > Dyn > Met > Leu; snižuje hladinu AMP a otevírá tím G proteinem modulovaný K+ kanál
- δ–opioidní receptory – ligandy se na ně vážou v tomto pořadí (podle potence): End = Leu = Met > Dyn; účinkuje podobným způsobem jako μ
- κ–opioidní receptory – ligandy se na ně vážou v tomto pořadí (podle potence): Dyn >> End >> Leu = Met; účinkuje tak, že ve svém důsledku zavírá vápníkový kanál

Co se týče dalších opioidů, morfin se váže převážně na μ typ receptorů, pro κ je prototypem ketocyclazocin a enkaplin je typický pro δ typ.